# Georg Wilhelm Pabst
Georg Wilhelm Pabst (Raudnitz, 25 augustus 1885 – Wenen, 29 mei 1967) was een Oostenrijks filmregisseur.

## Biografie
Georg Wilhelm Pabst werd geboren in het Boheemse plaatsje Raudnitz als zoon van een spoorwegbediende. Tijdens zijn carrière werkte hij in Duitsland, Frankrijk, Italië en de VS.
Enkele van zijn bekendste films handelen over de situatie van de vrouw in het Duitsland van de Weimarrepubliek. Onder meer de films Die freudlose Gasse (1925), Geheimnisse einer Seele (1926), Die Büchse der Pandora (1928) en Tagebuch einer Verlorenen (1929) behandelen dit thema. In de twee laatstgenoemde films werd de hoofdrol vertolkt door actrice Louise Brooks. Pabst regisseerde samen met Arnold Fanck ook de bergfilm Die weiße Hölle vom Piz Palü (1929) met Leni Riefenstahl als hoofdrolspeelster.
Met de intrede van de geluidsfilm verwierf hij internationaal succes met Westfront 1918 (1930), Die Dreigroschenoper (1931) en Kameradschaft (1931).
Na het draaien van enkele films in de VS en in Frankrijk keerde hij in 1938 terug naar zijn vaderland. Hijzelf beweerde later dat hij om familiale redenen terugkeerde. Tijdens de Tweede Wereldoorlog maakte hij in nazi-Duitsland de films Komödianten (1941) en Paracelsus (1943).
Na de oorlog regisseerde Pabst onder meer Der Prozeß (1948), waarvoor hij de regieprijs kreeg op het Filmfestival van Venetië. De film handelt over de Tiszaeszlár-affaire.
Pabst stierf in 1967 en ligt begraven op het Zentralfriedhof van Wenen.

## Filmografie
- 1923: Der Schatz
- 1924: Gräfin Donelli
- 1925: Die freudlose Gasse
- 1926: Geheimnisse einer Seele
- 1926: Man spielt nicht mit der Liebe
- 1927: Die Liebe der Jeanne Ney
- 1928: Abwege
- 1929: Die Büchse der Pandora
- 1929: Tagebuch einer Verlorenen
- 1929: Die weiße Hölle vom Piz Palü
- 1930: Westfront 1918
- 1930: Skandal um Eva
- 1931: Die Dreigroschenoper  (Duitse en Franse versie)
- 1931: Kameradschaft
- 1932: L'Atlantide (Duitse, Engelse en Franse versie)
- 1933: Adventures of Don Quixote  (Duitse, Engelse en Franse versie)
- 1933: Du haut en bas
- 1933: Cette nuit-là
- 1934: A Modern Hero
- 1936: Mademoiselle Docteur
- 1938: Le Drame de Shanghaï
- 1939: Jeunes Filles en détresse
- 1941: Komödianten
- 1943: Paracelsus
- 1948: Der Prozeß
- 1949: Geheimnisvolle Tiefe
- 1951: Ruf aus dem Äther
- 1953: La voce del silenzio
- 1953: Cose da pazzi
- 1954: Das Bekenntnis der Ina Kahr
- 1955: Der letzte Akt
- 1955: Es geschah am 20. Juli
- 1956: Rosen für Bettina
- 1956: Durch die Wälder, durch die Auen